# 薬師寺 (足立区綾瀬)
薬師寺（やくしじ）は、東京都足立区にある真言宗豊山派の寺院。

## 歴史
江戸時代初期、根本佐右衛門の開基である。根本佐右衛門は常陸国那珂郡根本村（現・茨城県常陸大宮市）出身で、子孫が断絶したのを悲しみ、先祖の菩提を弔うため不動明王を背負って諸国行脚をしていた。その後、賢明法印と出会い、この地に寺を創建することになった。これが当寺の由来である。本尊が不動明王であるので「不動院」と名付けられた。
ところが、当地周辺には「不動院」と称する寺が複数あること（千住不動院、花畑不動院、堀之内不動院）から、薬師如来を安置していた小堂を附属させることで「薬師寺」に改称した。
なお薬師寺改称に際しては、薬師如来に祈願したことで徳川光圀の眼の痛みを治したことから、光圀からの取り計らいがあったという。

## 交通アクセス
- 綾瀬駅より徒歩12分（経路案内）。